# Sinh vật huyền bí: Tội ác của Grindelwald
Sinh vật huyền bí: Tội ác của Grindelwald (tên gốc tiếng Anh: Fantastic Beasts: The Crimes of Grindelwald) là một phim điện ảnh chính kịch kỳ ảo của Vương quốc Anh và Mỹ năm 2018 do hãng Heyday Films sản xuất và Warner Bros. Pictures phân phối. Bộ phim do David Yates đạo diễn, với phần kịch bản do J.K. Rowling đảm nhiệm. Đây là phần phim tiếp nối của Sinh vật huyền bí và nơi tìm ra chúng (2016), đồng thời cũng là phần phim thứ hai của loạt phim Sinh vật huyền bí, và là phần phim thứ mười của loạt thương hiệu Thế giới Phù thủy, vốn bắt đầu với loạt phim Harry Potter. Phim có sự tham gia diễn xuất của Eddie Redmayne, Katherine Waterston, Alison Sudol, Dan Fogler, Ezra Miller, Zoë Kravitz, Callum Turner, Claudia Kim, William Nadylam, Kevin Guthrie, Carmen Ejogo, Poppy Corby-Tuech, Jude Law và Johnny Depp. Nội dung phim xoay quanh câu chuyện về Newt Scamander và Albus Dumbledore trong những nỗ lực hạ gục phù thủy hắc ám Gellert Grindelwald, đồng thời đối diện với những hiểm họa trong một thế giới phù thủy đang chia rẽ hơn bao giờ hết.
Sinh vật huyền bí: Tội ác của Grindelwald được chiếu trước tại Paris ngày 8 tháng 11 và phát hành toàn cầu vào ngày 16 tháng 11 năm 2018 dưới các định dạng RealD 3D và IMAX 3D.
Bộ phim đã thu về hơn 544 triệu đô la trên toàn thế giới và nhận được những đánh giá từ các nhà phê bình, những người ca ngợi giá trị giải trí của nó, nhất là kĩ xảo và diễn xuất (đặc biệt là từ Law và Depp), nhưng chỉ trích "cốt truyện không cần thiết phức tạp và thấp" rằng nó đã "quá tải" với các chi tiết nhằm thiết lập phần tiếp theo trong tương lai.
Phần tiếp theo là Sinh vật huyền bí: Những bí mật của Dumbledore công chiếu vào ngày 15 tháng 4 năm 2022.

## Nội dung
Năm 1927, một phù thủy hắc ám rất mạnh Gellert Grindelwald đang bị Hội phép thuật Hoa Kỳ (MACUSA) giam giữ. Trong khi bị di chuyển từ nhà tù an ninh tối cao đến Luân Đôn để bị xét xử vì tội ác của mình ở Châu Âu, Grindelwald được một nhân viên MACUSA, Abernathy thả ra. Grindelwald giết người và trốn thoát.
Ba tháng sau, Newt Scamander đang tìm cách yêu cầu Bộ Pháp thuật Anh khôi phục quyền tự do di chuyển của mình sau khi mất quyền trong chuyến thăm thành phố New York. Anh vô tình gặp Leta Lestrange, một người bạn cũ khi còn học ở Trường phù thủy Hogwarts, người đã đính hôn với anh trai Theseus của anh - một thần sáng trong Bộ Phép Thuật. Newt được cung cấp quyền tự do đi lại của mình nếu anh đồng ý giúp đỡ anh trai của mình trong việc tìm kiếm Obscurus Credence Barebone, người đã nổi lên ở Paris. Credence được nhiều người tin là anh trai mất tích của Leta, Corvus Lestrange, người cuối cùng trong dòng pháp sư thuần chủng lâu năm. Grindelwald tin rằng Credence là người duy nhất có thể giết chết đối thủ ngang sức của mình, Giáo sư Albus Dumbledore ở Hogwarts. Newt từ chối lời đề nghị vì anh ta không muốn chiến tranh, và thần sáng Grimmson được cử đến thay vị trí Newt.
Sau khi rời Bộ, Newt được bí mật triệu tập bởi Dumbledore - người chịu sự giám sát liên tục của Bộ vì đã từ chối đối đầu với Grindelwald vì khi còn trẻ, họ có một mối quan hệ gần gũi. Dumbledore thuyết phục Newt tìm Credence.
Newt trở về nhà và bất ngờ gặp lại những người bạn Mỹ của mình là Queenie Goldstein và Jacob Kowalski. Những hồi ức của Jacob về vụ việc ở thành phố New York hầu hết vẫn còn nguyên vẹn vì lệnh lãng quên cho toàn thành phố của MACUSA chỉ xóa đi những ký ức tồi tệ của Muggles. Khi Newt hỏi tại sao chị Tina của Queenie không đi cùng, Queenie tiết lộ rằng họ đã theo Tina đến châu Âu để tìm kiếm Credence, Tina đã lầm tưởng rằng anh và Leta Lestrange đã đính hôn. Newt nghi ngờ rằng Queenie đã bỏ bùa Jacob đi đến châu Âu cùng với cô để phá vỡ lệnh cấm kết hôn của MACUSA giữa phù thủy và Muggle. Sau khi Newt hủy bùa, Jacob và Queenie cãi nhau về việc kết hôn, và Queenie buồn bã rời đi để tìm Tina. Với hy vọng hòa giải với cả hai, Newt và Jacob theo họ đến Paris.
Tại Paris, Tina tìm kiếm Credence ở một show diễn kỳ quái tại Circus Arcanus. Credence và Nagini, một nữ diễn viên xiếc trẻ tuổi, người biến thành rắn, trốn thoát sau khi gây hỗn loạn. Trong khi tìm kiếm mẹ ruột của Credence, Credence và Nagini đã tìm được người hầu Mary Lou đã nhận Credence làm con nuôi. Tuy nhiên, Grimmson, người đang bí mật làm việc cho Grindelwald, đến và giết chết cô ta. Trong khi đó, Tina gặp Yusuf Kama, một người khác cũng đang tìm kiếm Credence. Newt và Jacob gặp Yusuf và theo anh ta đến chỗ Tina. Yusuf, giải thích rằng anh ta đã thực hiện một lời thề không thể phá vỡ để giết Credence, người mà anh ta tin là người kế tục và là người cuối cùng của gia đình Lestrange.
Newt và Tina thâm nhập vào Bộ Pháp thuật Pháp để tìm tài liệu xác nhận danh tính của Credence. Khi ở đó, Newt và Tina đã hòa giải sau khi cô biết anh không đính hôn với Leta mà là Theseus. Theseus và Leta phát hiện ra họ và cùng tham gia tìm kiếm thông tin về Credence dẫn tới hầm mộ của gia đình Lestrange, nơi Yusuf giải thích rằng anh và Leta có cùng một người mẹ. Leta tiết lộ rằng Credence không thể là em trai của cô: Khi còn nhỏ, cô đã vô tình gây ra cái chết cho em trai Corvus của mình, bằng cách tráo Corvus với em bé Credence và chiếc thuyền cứu hộ bị chìm. Corvus đã chìm xuống biển sâu khi tàu đắm còn Credence được trao cho một trại trẻ mồ côi trước khi về sống với người mẹ nuôi. Trong khi đó, một dấu vết bịa đặt đã thu hút Credence đến ngôi mộ Lestrange nơi Grindelwald đang tổ chức một cuộc mít tinh cho những người theo ông. Jacob tìm thấy Queenie đang tham dự cùng khán giả ở đó.
Grindelwald thuyết giáo bãi bỏ các đạo luật che giấu các pháp sư khỏi Muggles, và sử dụng các hình ảnh trong Thế chiến II trong tương lai để biện minh cho uy quyền và sự thống trị của phù thủy trên toàn thế giới. Grindelwald kêu gọi cộng đồng phù thủy phải trỗi dậy để thống trị và ngăn chặn viễn cảnh đen tối. Được dẫn dắt bởi Theseus, các Thần sáng bao vây cuộc biểu tình, nhưng Grindelwald chống đỡ họ trong khi gửi các sứ giả của mình khắp châu Âu để truyền bá thông điệp của mình. Grindelwald tạo ra một vòng tròn lửa xanh để phân chia tín đồ khỏi kẻ thù, yêu cầu tất cả theo phe mình hoặc chết. Credence và Queenie vượt qua để tham gia cùng hắn, trong khi Leta hy sinh bản thân mình để cứu Newt, Tina, Jacob, Yusuf, Nagini và Theseus. Khi Grindelwald trốn thoát và để lại ngọn lửa xanh cực lớn, những người anh hùng còn lại hợp nhất cùng với nhà giả kim bất tử Nicolas Flamel để đánh bại ngon lửa bảo vệ Paris. Newt nhận ra anh phải tham gia cuộc chiến.
Tại Hogwarts, Newt đưa cho Dumbledore một lọ thuốc lấy từ Grindelwald có chứa lời thề máu mà Grindelwald và Dumbledore hồi trẻ làm cùng nhau. Newt phỏng đoán chính xác rằng lời thề kỳ diệu ngăn Dumbledore và Grindelwald giao tranh lại nhau; Dumbledore tin rằng có thể phá hủy hiệp ước.
Ẩn mình ở Áo tại căn cứ Nurmengard của mình, Grindelwald tiết lộ danh tính thực sự của Credence là Aurelius Dumbledore, người em trai thất lạc từ lâu của Albus và là người duy nhất đủ mạnh để đánh bại anh ta. Queenie sử dụng khả năng đọc suy nghĩ của mình để khuyên Grindelwald kiểm soát Credence. Một chú chim nhỏ mà Credence đã chăm sóc được tiết lộ không phải quạ (biểu tượng của nhà Lestrange) như cậu nghĩ mà là một con phượng hoàng, một loài chim gắn liền với gia đình Dumbledore. Grindelwald cho Credence cây đũa thần đầu tiên của mình.

## Diễn viên

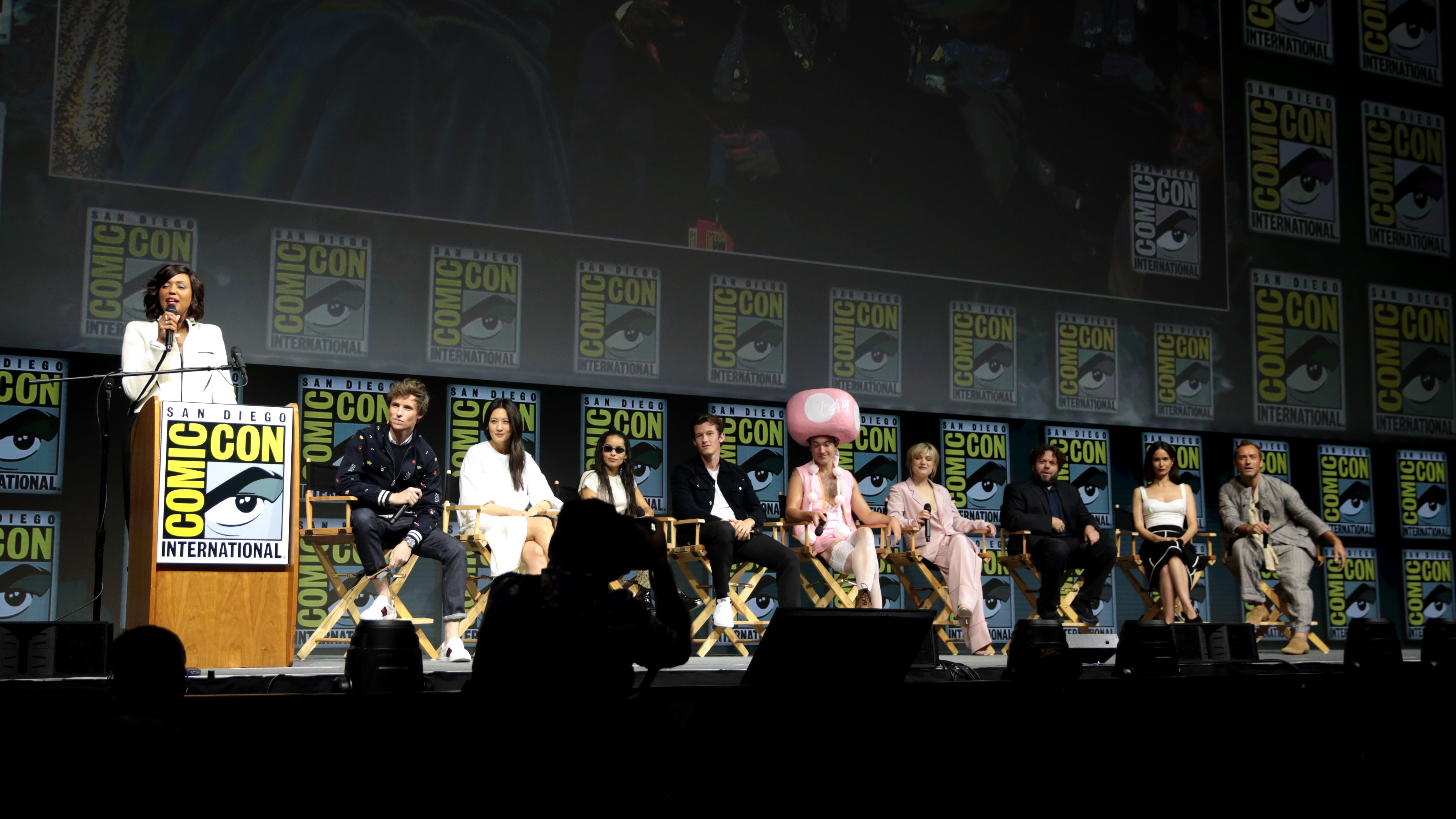
Dàn diễn viên của phim tại San Diego Comic-Con 2018. Từ trái sang phải: Eddie Redmayne, Claudia Kim, Zoë Kravitz, Callum Turner, Ezra Miller, Alison Sudol, Dan Fogler, Katherine Waterston và Jude Law

- Eddie Redmayne vai Newton "Newt" Scamander
- Katherine Waterston vai Porpentina "Tina" Goldstein
- Alison Sudol vai Queenie Goldstein
- Ezra Miller vai Credence Barebone
- Jude Law vai Albus Dumbledore
- Johnny Depp vai Gellert Grindelwald
- Zoë Kravitz vai Leta Lestrange
- Callum Turner vai Theseus Scamander
- Claudia Kim vai Nagini một Maledictus, sau này là cộng sự của Chúa tể Hắc Ám Lord Voldemort[4]
- William Nadylam vai Yusuf Kama
- Carmen Ejogo vai Seraphina Picquery
- Kevin Guthrie vai Ngài Abernathy
- Poppy Corby-Tuech vai Vinda Rosier

## Đón nhận

### Doanh thu bán vé
Vào ngày 23 tháng 11 năm 2018, Sinh vật huyền bí: Tội ác của Grindelwald đã thu về 99,3 triệu USD ở Hoa Kỳ và Canada, và 191,5 triệu USD ở các lãnh thổ khác, tổng doanh thu toàn cầu 290,8 triệu USD, so với ngân sách sản xuất 200 triệu USD.
Tại Hoa Kỳ và Canada, bộ phim được phát hành cùng với các bộ phim Instant Family và Widows, và dự kiến sẽ thu về 65-75 triệu USD từ 4.163 rạp vào cuối tuần đầu tiên. Bộ phim kiếm được 25,7 triệu USD trong ngày đầu tiên, bao gồm 9,1 triệu USD từ các bản xem trước đêm thứ Năm, một sự cải thiện so với 8,75 triệu USD của bộ phim đầu tiên. Nó tiếp tục ra mắt với 62,2 triệu đô la, giảm 16% so với 74,4 triệu đô la đầu tiên của Fantastic Beasts, và đánh dấu mức doanh thu khai trương thấp nhất cho một bộ phim trong loạt phim kinh điển. Deadline Hollywood ghi nhận những đánh giá quan trọng mờ nhạt và thiếu mong muốn từ khán giả để xem một chuỗi phim gồm năm bộ phim, cũng như cạnh tranh hiện tại của các phim khác, có khả năng làm tổn thương doanh thu cuối tuần đầu tiên.